# Aibre
Aibre est une commune française située dans le département du Doubs, la région culturelle et historique de Franche-Comté et la région administrative Bourgogne-Franche-Comté, à 10 km de Montbéliard et à 20 km de Belfort.

## Géographie

### Communes limitrophes
Les communes limitrophes sont  Désandans, Laire, Le Vernoy, Raynans, Semondans et Trémoins.

### Climat
Pour des articles plus généraux, voir Climat de la Bourgogne-Franche-Comté et Climat du Doubs.
En 2010, le climat de la commune est de type climat de montagne, selon une étude du Centre national de la recherche scientifique s'appuyant sur une série de données couvrant la période 1971-2000. En 2020, Météo-France publie une typologie des climats de la France métropolitaine dans laquelle la commune est exposée à un climat semi-continental et est dans la région climatique Lorraine, plateau de Langres, Morvan, caractérisée par un hiver rude (1,5 °C), des vents modérés et des brouillards fréquents en automne et hiver.
Pour la période 1971-2000, la température annuelle moyenne est de 9,7 °C, avec une amplitude thermique annuelle de 17,4 °C. Le cumul annuel moyen de précipitations est de 1 269 mm, avec 13,9 jours de précipitations en janvier et 10,6 jours en juillet. Pour la période 1991-2020, la température moyenne annuelle observée sur la station météorologique de Météo-France la plus proche, « Étobon », sur la commune d'Étobon à 10 km à vol d'oiseau, est de 10,7 °C et le cumul annuel moyen de précipitations est de 1 272,5 mm. 
La température maximale relevée sur cette station est de 38,5 °C, atteinte le 24 juillet 2019 ; la température minimale est de −18 °C, atteinte le 1er mars 2005,,.
Les paramètres climatiques de la commune ont été estimés pour le milieu du siècle (2041-2070) selon différents scénarios d'émission de gaz à effet de serre à partir des nouvelles projections climatiques de référence DRIAS-2020. Ils sont consultables sur un site dédié publié par Météo-France en novembre 2022.

## Urbanisme

### Typologie
Au 1er janvier 2024, Aibre est catégorisée commune rurale à habitat dispersé, selon la nouvelle grille communale de densité à 7 niveaux définie par l'Insee en 2022.
Elle est située hors unité urbaine. Par ailleurs la commune fait partie de l'aire d'attraction de Montbéliard, dont elle est une commune de la couronne,. Cette aire, qui regroupe 137 communes, est catégorisée dans les aires de 50 000 à moins de 200 000 habitants,.

### Occupation des sols

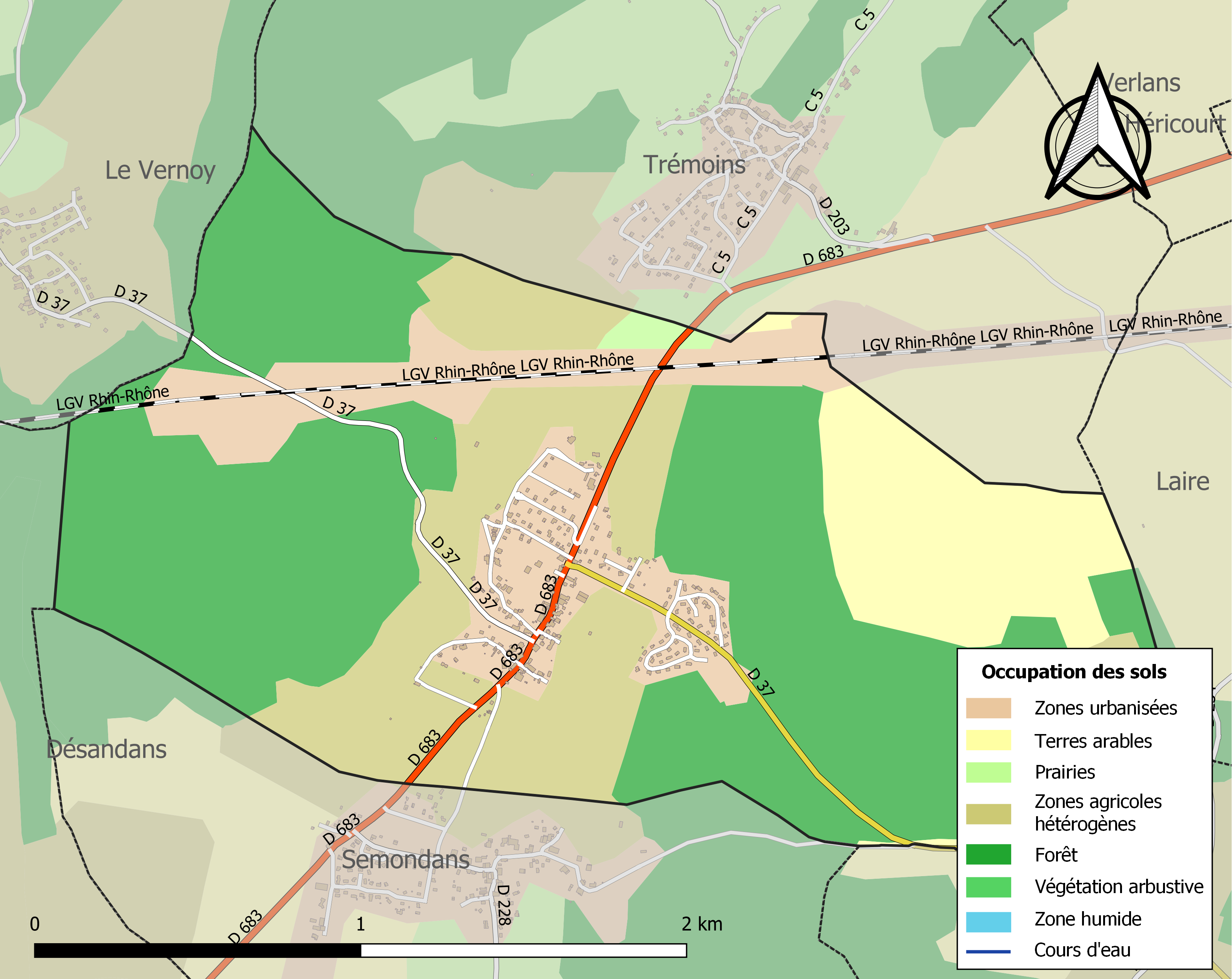
Carte des infrastructures et de l'occupation des sols de la commune en 2018 (CLC).

L'occupation des sols de la commune, telle qu'elle ressort de la base de données européenne d’occupation biophysique des sols Corine Land Cover (CLC), est marquée par l'importance des forêts et milieux semi-naturels (50,5 % en 2018), en diminution par rapport à 1990 (55,7 %). La répartition détaillée en 2018 est la suivante : 
forêts (50,5 %), zones agricoles hétérogènes (22,1 %), terres arables (11 %), zones urbanisées (8 %), zones industrielles ou commerciales et réseaux de communication (8 %), prairies (0,4 %). L'évolution de l’occupation des sols de la commune et de ses infrastructures peut être observée sur les différentes représentations cartographiques du territoire : la carte de Cassini (XVIIIe siècle), la carte d'état-major (1820-1866) et les cartes ou photos aériennes de l'IGN pour la période actuelle (1950 à aujourd'hui).

## Toponymie
Arbe en 1147 ; Abre au milieu du XIIe siècle ; Habre en 1311 ; Aybre en 1530.

## Histoire
Le village, dénommé Arbe en 1147, dépend du comté de Montbéliard, mais son territoire est partagé en plusieurs biens et fiefs.
Cette situation est à l'origine du mi-partisme, qui perdure jusqu'à 1793.
En 1361, les habitants de la seigneurie d'Héricourt sont affranchis par Marguerite de Bade et de Florimant, dame d'Héricourt.
La localité, dont le nom devient Aybre en 1530, passe à la Réforme, et elle est rattachée en 1541 à la paroisse protestante de Désandans.
En 1584, le comte Frédéric affranchit les habitants qui lui sont assujettis.
Le territoire subit les ravages des troupes des Guise en 1587, la guerre de Trente Ans, ainsi que la peste et la famine en 1688.
La partie héricourtoise d'Aibre est rattachée à la France après 1676, à la suite de la conquête de Louis XIV.
En 1793, l'ensemble du village est annexé à la France.
Il a depuis changé cinq fois de département et trois fois de canton.

## Politique et administration
| Période                                  | Période  | Identité          | Étiquette | Qualité  |
| ---------------------------------------- | -------- | ----------------- | --------- | -------- |
| 1995                                     | 2008     | Jean-Pierre Maniy |           |          |
| mars 2008                                | mai 2020 | Alain Bernaudat   | DVD       | Retraité |
| mai 2020                                 | En cours | Pascal Boulade    | SE        |          |
| Les données manquantes sont à compléter. |          |                   |           |          |

## Démographie
L'évolution du nombre d'habitants est connue à travers les recensements de la population effectués dans la commune depuis 1793. Pour les communes de moins de 10 000 habitants, une enquête de recensement portant sur toute la population est réalisée tous les cinq ans, les populations de référence des années intermédiaires étant quant à elles estimées par interpolation ou extrapolation. Pour la commune, le premier recensement exhaustif entrant dans le cadre du nouveau dispositif a été réalisé en 2008.

En 2022, la commune comptait 449 habitants, en évolution de −5,87 % par rapport à 2016 (Doubs : +1,88 %, France hors Mayotte : +2,11 %).
| 1793 | 1800 | 1806 | 1821 | 1831 | 1836 | 1841 | 1846 | 1851 |
| ---- | ---- | ---- | ---- | ---- | ---- | ---- | ---- | ---- |
| 229  | 261  | 269  | 290  | 344  | 368  | 372  | 372  | 360  |

| 1856 | 1861 | 1866 | 1872 | 1876 | 1881 | 1886 | 1891 | 1896 |
| ---- | ---- | ---- | ---- | ---- | ---- | ---- | ---- | ---- |
| 333  | 312  | 271  | 255  | 254  | 222  | 210  | 198  | 205  |

| 1901 | 1906 | 1911 | 1921 | 1926 | 1931 | 1936 | 1946 | 1954 |
| ---- | ---- | ---- | ---- | ---- | ---- | ---- | ---- | ---- |
| 167  | 161  | 153  | 150  | 139  | 153  | 133  | 145  | 198  |

| 1962 | 1968 | 1975 | 1982 | 1990 | 1999 | 2006 | 2008 | 2013 |
| ---- | ---- | ---- | ---- | ---- | ---- | ---- | ---- | ---- |
| 222  | 221  | 258  | 522  | 504  | 455  | 456  | 456  | 472  |

| 2018 | 2022 | - | - | - | - | - | - | - |
| ---- | ---- | - | - | - | - | - | - | - |
| 470  | 449  | - | - | - | - | - | - | - |

## Culture locale et patrimoine

### Lieux et monuments
- Le temple protestant reconstruit en 1773.
- La chapelle placée sous le vocable de Notre Dame de l'Immaculée, construite par l'abbé Marcel Gigon.
- Fontaine et lavoir.

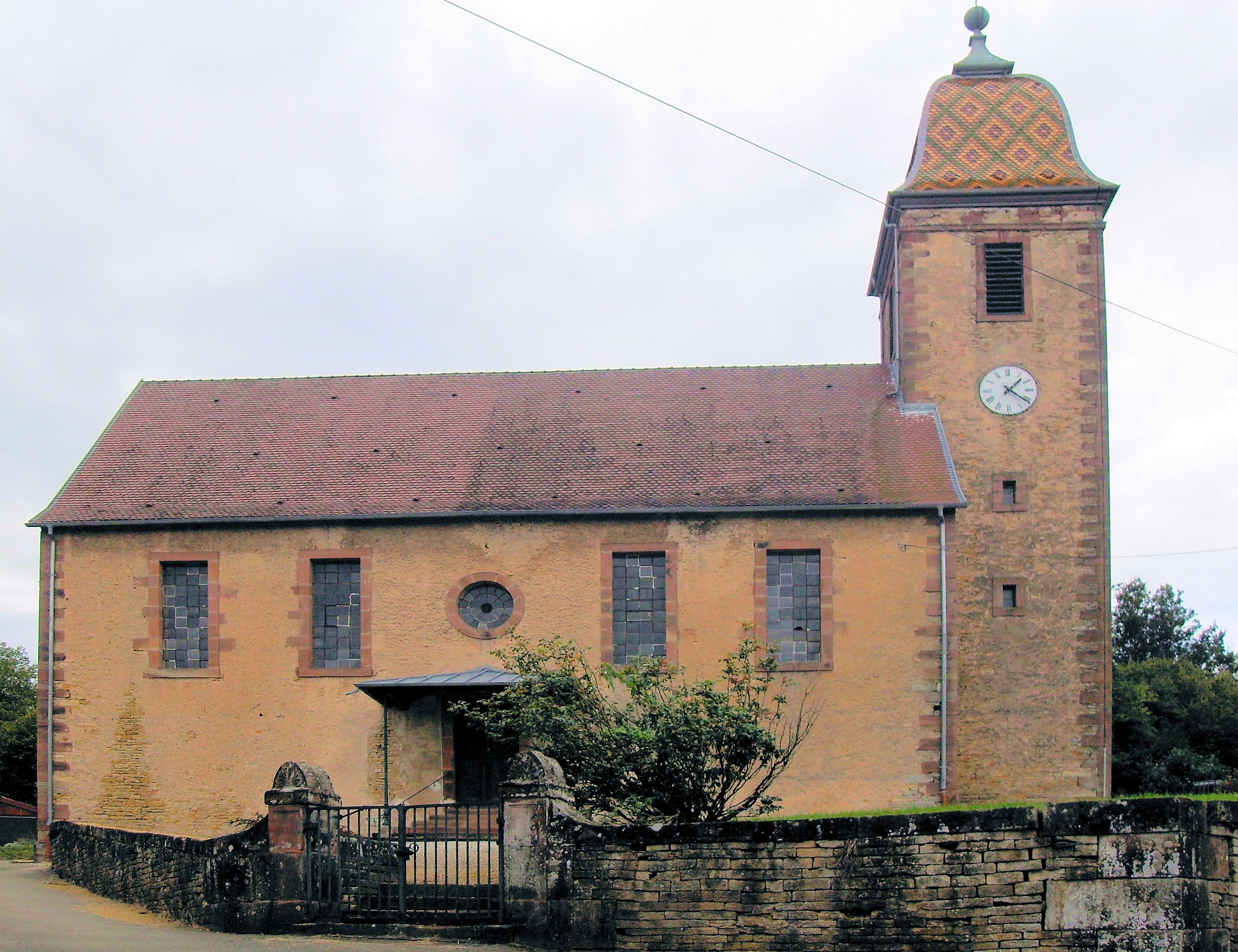
Temple protestant.
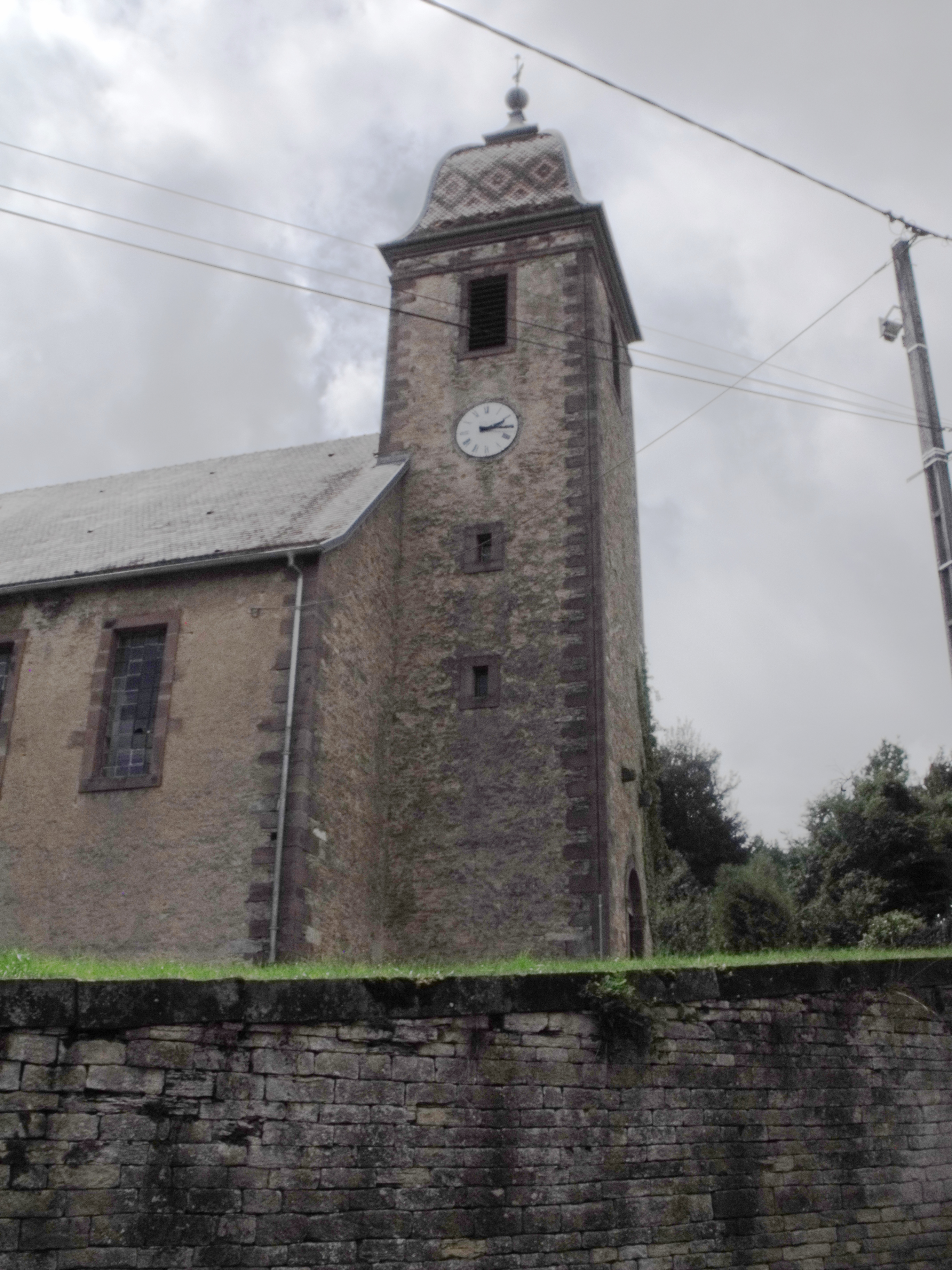
Tour du temple.
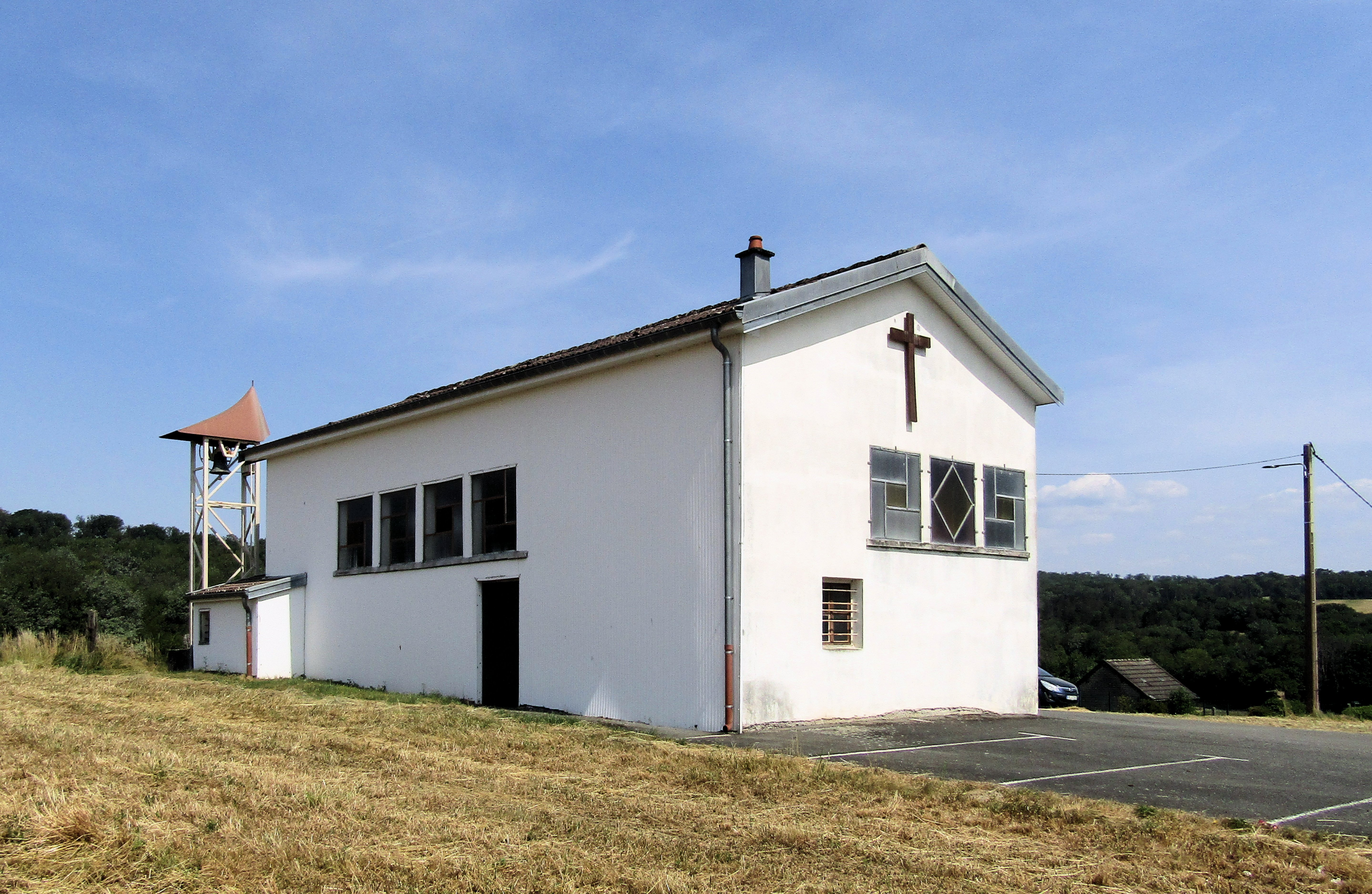
Chapelle.
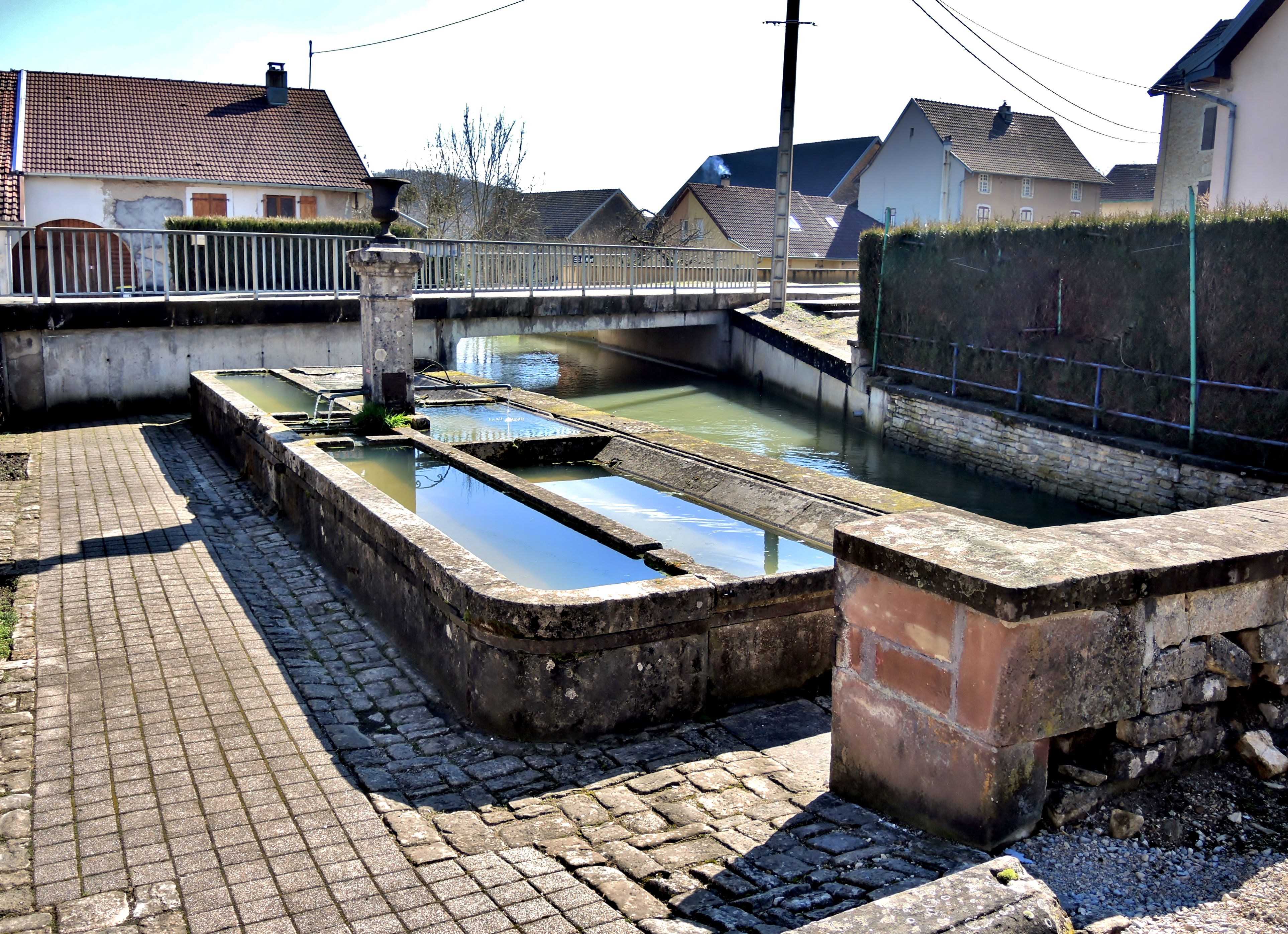
Lavoir, le long du Rupt

### Personnalités liées à la commune
- Fabien Boudarène (joueur de football professionnel), lorsqu'il jouait au Football Club Sochaux-Montbéliard entre 2001 et 2006, a habité à Aibre.

### Héraldique
| Blason de Aibre | Blason  | Parti : au 1er de gueules à deux bars adossés d'or, au 2e d'argent à la lettre capitale T de gueules. |
| Blason de Aibre | Détails | Le statut officiel du blason reste à déterminer.                                                      |